# Diphenylpyraline
Diphenylpyraline (DPP; bán như chất gây dị ứng, Arbid, Belfene, Diafen, Hispril, Histyn, Lergobine, Lyssipol, Mepiben, Neargal) là một kháng histamin thế hệ thứ nhất với acetylcholin ảnh hưởng của lớp diphenyl piperidin lớp. Nó được bán ở châu Âu để điều trị dị ứng. DPP cũng đã được tìm thấy hoạt động như một chất ức chế tái hấp thu dopamine và tạo ra sự hiếu động ở loài gặm nhấm. Nó đã được chứng minh là hữu ích trong điều trị bệnh Parkinson.